# Anypodetus arachnoides
Anypodetus arachnoides (лат.) — вид ктырей рода Anypodetus из подсемейства Laphriinae. Южная Африка.

## Распространение
Южная Африка: Ботсвана, Замбия, Зимбабве, Намибия, ЮАР.

## Описание
Мухи среднего размера. Этот вид отличается от близких видов полностью оранжевым постпедицелем, короткими белыми, плотно упакованными, дорсо-вентрально уплощенными макрощетинками на мистаксе самцов и полностью чёрным мистаксом у самок, ограниченным нижней половиной лица. Пульвиллы отсутствуют, скапус с длинными макрощетинками. Известен по всей южной Африке с единственным местонахождением в южной Замбии, но до сих пор не зарегистрирован в Мозамбике. Часто наблюдаемый и собираемый вид, известный по 67 образцам из 23 коллекций в период 1913—2005 годах. Этот вид не встречается ни в одном из признанных в настоящее время очагов биоразнообразия. Взрослые мухи активны с весны до конца лета (сентябрь—март) с единственной находкой в августе. Известно о двух типах добычи: мухи-сигнальщицы (Platystomatidae, Diptera) и крылатые муравьи (Formicidae).